# مسلمية (غيزانية)
مسلمية (بالفارسية: مسلمیه) هي قرية وتقع في إيران في قسم غيزانية الريفي. يقدر عدد سكانها بـ 42 نسمة بحسب إحصاء 2016.